# Emilio Gutiérrez Caba
Emilio Gutiérrez Caba (Valladolid, 26 de setembro de 1942) é um ator espanhol. Ganhou o Prêmio Goya de melhor ator coadjuvante em duas oportunidades, pelo seu papel nos filmes La comunidad e El cielo abierto.